# Igreja de Nossa Senhora da Glória do Outeiro

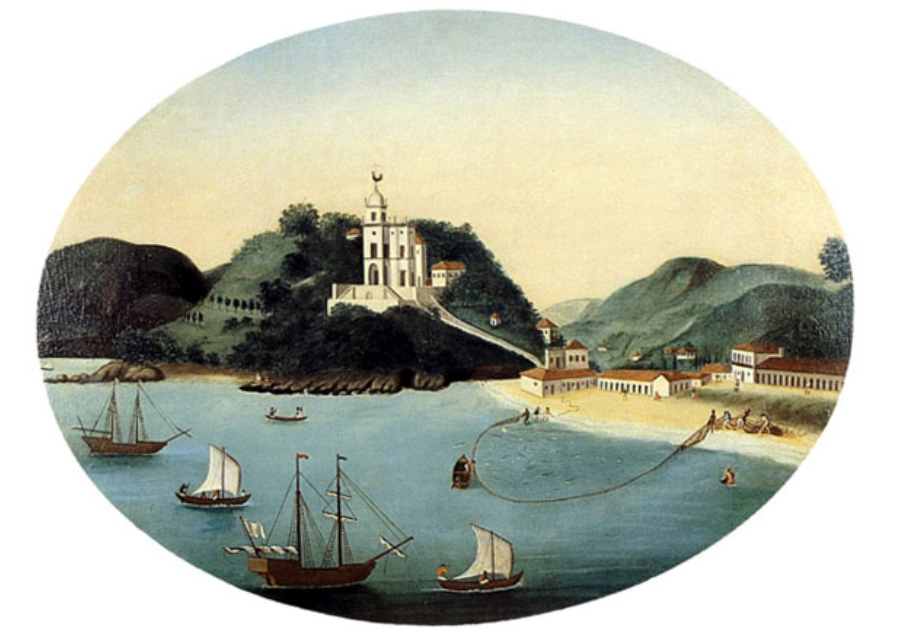
Igreja da Glória (Leandro Joaquim, c. 1790)

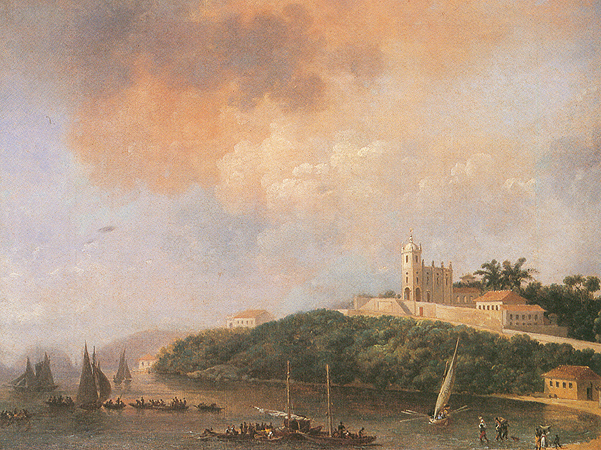
"Vista do Outeiro, Praia e Igreja da Glória"(Nicolas-Antoine Taunay, 1817

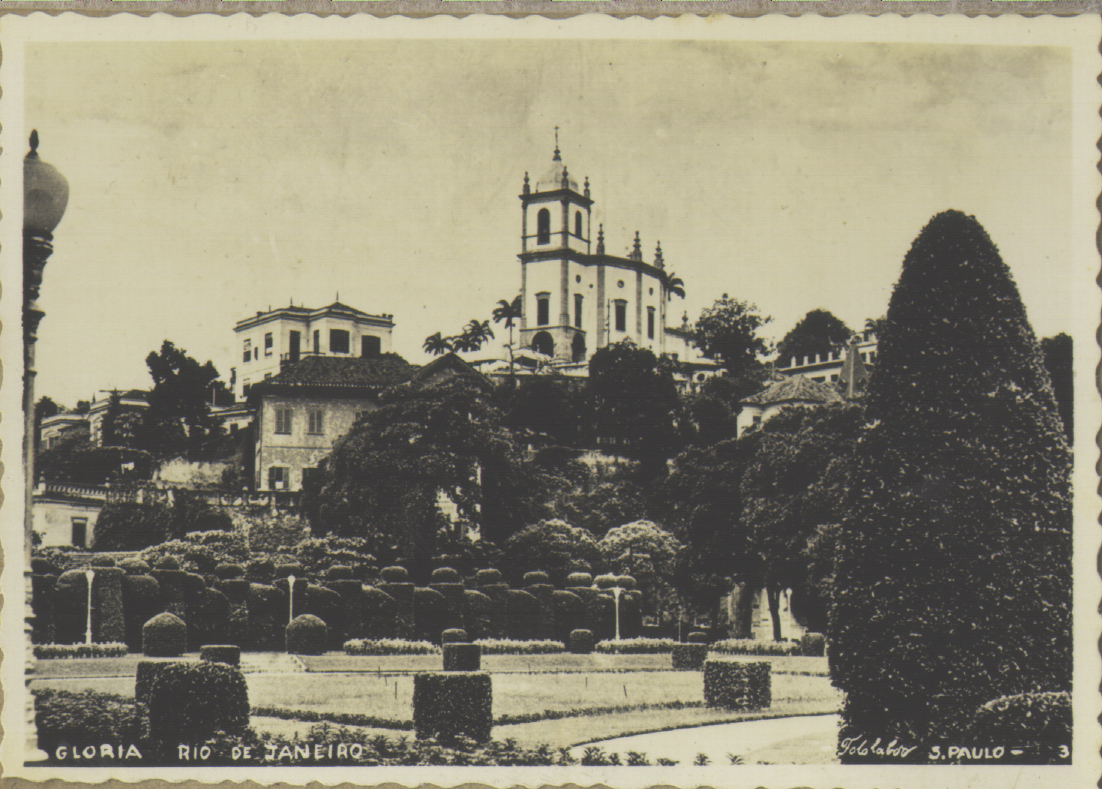
Imagem antiga da Igreja da Glória vista da Praça Paris.

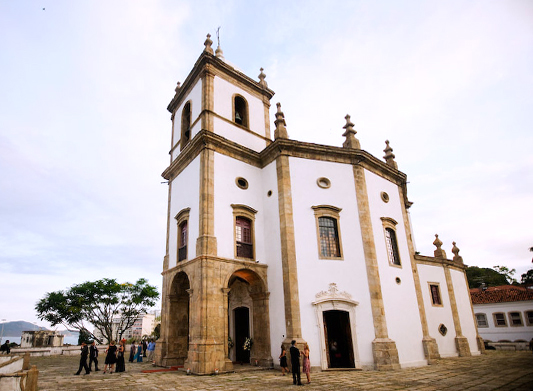
Igreja da Glória. Note-se a galilé de entrada com a torre e a forma poligonal da nave.

A Igreja de Nossa Senhora da Glória do Outeiro, ou Imperial Igreja de Nossa Senhora da Glória do Outeiro, mais conhecida simplesmente como Igreja da Glória, ergue-se no alto do Outeiro da Glória, no bairro da Glória, na cidade do Rio de Janeiro, no Brasil. É considerada uma das joias da arquitetura colonial do Brasil e um dos mais característicos monumentos da cidade. Dada a sua localização elevada, é facilmente visível do Aterro do Flamengo e arredores.

## História

### Arquitetura e decoração
A Igreja da Glória tem origem numa pequena ermida do século XVII construída em um terreno doado à Irmandade da Glória em 1699 por Cláudio do Amaral Gurgel. Não se sabe exatamente quando começou a construção da igreja, sabendo-se com certeza que foi inaugurada em 1739. Considera-se provável que tenha sido começada nos anos 1730, ainda que alguns acreditam que as obras começaram ainda em 1714. A tradição oral atribui o projeto ao tenente-coronel e engenheiro-militar português José Cardoso Ramalho, mas não há documentos que confirmem a autoria. A pedra utilizada na construção da igreja proveio da Pedreira da Glória, no Morro da Nova Sintra, no bairro do Catete. A planta da igreja é composta por dois octógonos, o que lhe dá a forma de um "8". Os espaços curvos - especialmente elípticos - são uma forma típica do barroco e estreiam na arquitetura do Rio nesta igreja. Um dos octógonos é ocupado pela nave curva da igreja, enquanto o outro é ocupado pela sacristia. O interior da nave transmite uma sensação de monumentalidade, graças às pilastras de cantaria e ao teto abobadado.
As partes baixas da nave estão cobertas com magníficos painéis de azulejos brancos-azuis lisboetas, feitos entre 1735 e 1740 na oficina de Mestre Valentim de Almeida, com temas bíblicos, recentemente restaurados. A sacristia também está forrada de azulejos, mas com temas profanos (cenas de caça). A igreja tem três bons altares de feição rococó, datados da transição entre o século XVIII e o XIX. Sobre o arco-cruzeiro da capela-mor se encontra o escudo da Família Imperial Brasileira.
O exterior da Igreja da Glória tem um perfil característico, com os dois corpos octogonais precedidos por uma torre quadrangular coroada com uma cúpula de forma "acebolada". O primeiro piso da torre tem uma galilé - espaço abobadado - por onde se entra na igreja através de um portal com um medalhão representando a Virgem e o Menino. Este portal e dois outros estão esculpidos em pedra de lioz e foram trazidos de Lisboa na segunda metade do século XVIII.

### Capela Imperial
Após sua chegada ao Rio de Janeiro em 1808, a Família Real Portuguesa tomou especial predileção pela Igrejinha da Glória. Na igreja, foi batizada, em 1819, a primeira filha de dom Pedro I e dona Leopoldina, a princesa Maria da Glória, futura rainha dona Maria II de Portugal. A partir daí, todos os membros da Família Imperial foram batizados na Igreja da Glória, incluindo dom Pedro II e a princesa Isabel. Em 1839, dom Pedro II outorgou o título de "imperial" à irmandade, a qual se tornou conhecida, a partir de então, como "Imperial Irmandade da Nossa Senhora da Glória do Outeiro".
Um órgão construído por Guilherme Berner foi instalado em 1949. Encontra-se tombada pelo Instituto do Patrimônio Histórico e Artístico Nacional.

### Restauro
Recentemente, foi recuperada com auxílio do Banco Nacional de Desenvolvimento Econômico e Social, graças a uma verba de 991 900 reais (2006), com os trabalhos a cargo da Azevedo Agência de Arquitetura. Em seu interior e exterior, foram recuperados cobertura, fachadas, muros, paramentos, forros, altares, talhas, calhas e sistema elétrico.

## Características
Com paredes caiadas, emolduradas por pedras de granito, é uma das primeiras igrejas coloniais brasileiras com planta poligonal em estilo barroco. Os antecedentes lusos destas igrejas são encontrados em Lisboa, como na Igreja do Menino Deus (iniciada em 1711) do arquiteto régio João Antunes. No Brasil colônia, igrejas de planta poligonal foram construídas nessa mesma época também no Recife (Igreja de São Pedro dos Clérigos, iniciada em 1723) e em Salvador (Igreja de Nossa Senhora da Conceição da Praia, iniciada em 1739). A forma geral da igreja, de dois octógonos com torre na entrada, não tem antecedentes no Brasil nem antecedentes claros em Portugal.